# Umeå landsförsamling
Umeå landsförsamling är en församling inom Svenska kyrkan i Södra Västerbottens kontrakt av Luleå stift. 
Församlingen ingår i Umeå pastorat och ligger i Umeå kommun, Västerbottens län.

## Administrativ historik
Umeå landsförsamling har medeltida ursprung. Ur församlingen har utbrutits: 1606 Lycksele församling, 30 augusti 1646 Umeå stadsförsamling, 1768 Degerfors församling, 1793 Hörnefors-Strömbäck bruksförsamling (införlivades igen 1861), 1802 Holmöns församling, 1823 Sävars församling, 1825 Vännäs församling, 27 februari 1863 Holmsunds församling, 1 maj 1913 en del av den då bildade Hörnefors församling och 1963 Tavelsjö församling och Tegs församling.
1970 överfördes till Umeå stadsförsamling ett område med 175 invånare och med en areal av 20,80 kvadratkilometer, varav 18,40 kvadratkilometer land.
Församlingen utgjorde till 11 februari 1617 ett eget pastorat för att därefter till 1673 vara moderförsamling i pastoratet Umeå landsförsamling och Lycksele som 30 augusti 1646 utökades med Umeå stadsförsamling. Från 1673  till 1800 moderförsamling i pastoratet Umeå landsförsamling, Umeå stadsförsamling som 1768 utökades med Degerfors församling och 1793 med Hörnefors-Strömbäck bruksförsamling. Från 1800  till 1835 moderförsamling i pastoratet Umeå landsförsamling, Umeå stadsförsamling och Hörnefors-Strömbäck som 1802 utökades med Holmöns församling, 1823 med Sävars församling och 1825 med Vännäs församling. Från 1835 till 1861 Umeå landsförsamling, Umeå stadsförsamling och Hörnefors-Strömbäck och från 1861 till 1871  Umeå landsförsamling och Umeå stadsförsamling som 27 februari 1863 utökades med Holmsunds församling. Från 1871 till 1 maj 1918 moderförsamling i pastoratet Umeå landsförsamling och Holmsund, därefter till 1963 ett eget pastorat. Från 1963 till 2014 moderförsamling i pastoratet Umeå och Tavelsjö. Från 1 januari 1926 till 31 december 1962 var församlingen uppdelad i två kyrkobokföringsdistrikt: Umeå landsförsamlings södra kbfd (240601) och Tavelsjö kbfd (240602). Från 2014 ingår församlingen i Umeå pastorat.

## Areal
Umeå landsförsamling omfattade den 1 januari 1976 en areal av 477,1 kvadratkilometer, varav 466,1 kvadratkilometer land.

## Kyrkor
- Backenkyrkan
- Grisbackakyrkan

## Kyrkoherdar
Den förste kyrkoherden som är känd vid namn är Olaus Johannes Gothus (död ca 1425) som innan dess varit kyrkoherde i Torstuna socken. Mäster Gerlach var den förste lutherske prästen, och han utnämndes av Gustav Vasa. Församlingen fick sin första kyrkoorgel 1535 under tiden Bo Warniksson var kyrkoherde. Han var bördig från Umeå. Ärkebiskop Andreas Laurentii Björnram, bördig från Umeå, var kyrkoherde i församlingen innan han blev biskop. Under 1600-talet tillhörde flera kyrkoherdar släkten Gestricius-Njurenius-Plantin. Kyrkoherden Nils Grubb skapade en nyväckt religiositet med folkbildning på 1700-talet. Under flera årtionden på 1800-talet var Anders Abraham Grafström kyrkoherde, och han var också ledamot av Svenska Akademien. Nils Ahnlunds far Olof Ahnlund var församlingens kyrkoherde vid övergången till 1900-talet.
| 1420–1425 | Olaus Johannis Gothus       |           |               |
| 1425–1427 | Kaetilbyörn Kaetilbyörnason | 1362–     |               |
| 1442      | Erik                        |           |               |
| –1498     | Magnus                      |           |               |
| 1510      | Haquinus                    |           |               |
| 1524–1526 | Gerlach                     | –1526     |               |
|           | Haquinus                    |           |               |
| 1530–1548 | Bo Warniksson               | –1548     |               |
| 1553–1557 | Jacob                       |           |               |
| 1561–1571 | Andreas Laurentii Björnram  | 1520–1591 |               |
| 1571–1575 | Petrus Mathiae              |           |               |
| 1576–1579 | Petrus Jonæ                 | –1579     |               |
| 1580–1584 | Christianus Henrici Winter  |           |               |
| 1584–1593 | Ericus Laurentii            | –1593     |               |
| 1594–1607 | Petrus Olai Gestricius      | –1607     |               |
| 1609–1612 | Johannes Blanchovius        | 1570–1612 |               |
| 1614–1619 | Petrus Johannis Rudbeckius  | 1578–1629 |               |
| 1619–1645 | Olaus Petri Niurenius       | 1580–1645 |               |
| 1647–1661 | Ericus Petri Niurenius      | 1592–1661 |               |
| 1663–1688 | Ericus Olai Plantin         | –1688     |               |
| 1690      | Olaus Petri Linnerius       | 1650–1691 | Utnämnd 1690. |
| 1691      | Petrus Asp                  | 1667–1726 | Utnämnd 1691. |
| 1692–1693 | Johan Ol. Helsing           | 1660–1693 |               |
| 1694–1710 | Matthias Petri Bille        | 1650–1710 |               |
| 1713–1724 | Nils Grubb                  | 1681–1724 |               |
| 1726–1728 | Abraham Lidenius            | –1728     |               |
| 1730–1733 | Zacharias Nicolai Plantin   | 1680–1733 |               |
| 1735–1757 | Ericus Johannis Fluur       | 1697–1757 |               |
| 1759–1787 | Nicolaus Ol. Sund           | 1708–1787 |               |
| 1790–1797 | Jacobus Jac. Eurenius       | 1740–1797 |               |
| 1800–1809 | Fredrik Hofverberg          | 1736–1809 |               |
| 1812–1833 | Olof Hambraeus              | 1749–1833 |               |
| 1836–1870 | Anders Abraham Grafström    | 1790–1870 |               |
| 1872–1892 | Olof Norrman                | 1826–1892 |               |
| 1895–     | Olof Ahnlund                | 1853–1933 |               |

## Organister
Lista över organister.
| Verksam | Namn               | Levnadstid | Övrigt   |
| ------- | ------------------ | ---------- | -------- |
| 1731    | Pär Pärsson Röbärg | -1731      | Organist |
| 1737    | Erik Larsson       |            | Organist |

## Befolkningsutveckling
| Befolkningsutvecklingen i Umeå landsförsamling 1810–1960 | Befolkningsutvecklingen i Umeå landsförsamling 1810–1960 | Befolkningsutvecklingen i Umeå landsförsamling 1810–1960 | Befolkningsutvecklingen i Umeå landsförsamling 1810–1960 | Befolkningsutvecklingen i Umeå landsförsamling 1810–1960 |
| --- | -------------------------------------------------------- | -------------------------------------------------------- | -------------------------------------------------------- | -------------------------------------------------------- |
| |                                                          |                                                          |                                                          |                                                          |
| År |                                                          |                                                          | Folkmängd                                                |                                                          |
| 1810 | 1810                                                     |                                                          | 6 713                                                    |                                                          |
| 1820 | 1820                                                     |                                                          | 7 996                                                    |                                                          |
| 1830 | 1830                                                     |                                                          | 7 858                                                    |                                                          |
| 1840 | 1840                                                     |                                                          | 7 217                                                    |                                                          |
| 1850 | 1850                                                     |                                                          | 8 629                                                    |                                                          |
| 1860 | 1860                                                     |                                                          | 10 229                                                   |                                                          |
| 1870 | 1870                                                     |                                                          | 10 587                                                   |                                                          |
| 1880 | 1880                                                     |                                                          | 11 607                                                   |                                                          |
| 1890 | 1890                                                     |                                                          | 12 842                                                   |                                                          |
| 1900 | 1900                                                     |                                                          | 15 057                                                   |                                                          |
| 1910 | 1910                                                     |                                                          | 16 682                                                   |                                                          |
| 1920 | 1920                                                     |                                                          | 13 184                                                   |                                                          |
| 1930 | 1930                                                     |                                                          | 13 439                                                   |                                                          |
| 1940 | 1940                                                     |                                                          | 14 377                                                   |                                                          |
| 1950 | 1950                                                     |                                                          | 16 177                                                   |                                                          |
| 1960 | 1960                                                     |                                                          | 19 356                                                   |                                                          |
| Anm: Tabellen inkluderar Sävar fram till 1820, Vännäs fram till 1820, Holmsund fram till 1860, Hörnöfors fram till 1910, Tavelsjö fram till 1960. Källor: Umeå universitet - Tabellverket 1749-1859, Demografiska databasen, CEDAR, Umeå universitet. |                                                          |                                                          |                                                          |                                                          |